# Налимова (Ішимський район)
Нали́мова (рос. Налимова) — присілок у складі Ішимського району Тюменської області, Росія.
Населення — 32 особи (2010, 33 у 2002).
Національний склад станом на 2002 рік:
- росіяни — 100 %